# Кетросу (Новоаненский район)
Кетросу (рум. Chetrosu) — село в Новоаненском районе Молдавии. Является административным центром коммуны Кетросу, включающей также село Тодирешты.

## География
Село расположено на высоте 49 метров над уровнем моря, на реке Бык (приток Днестра).

## Население
По данным переписи населения 2004 года, в селе Кетросу проживает 1974 человека (943 мужчины, 1031 женщина).
Этнический состав села:
| Национальность | Число жителей | Процентный состав |
| -------------- | ------------- | ----------------- |
| молдаване      | 1486          | 75.28             |
| украинцы       | 228           | 11.55             |
| русские        | 164           | 8.31              |
| болгары        | 32            | 1.62              |
| гагаузы        | 14            | 0.71              |
| румыны         | 10            | 0.51              |
| цыгане         | 5             | 0.25              |
| евреи          | 2             | 0.1               |
| прочие         | 33            | 1.67              |
| Всего          | 1974          | 100%              |